# Анне Єнсен-ван Ольст
Анне Єнсен-ван Ольст  (дан. Anne Jensen-van Olst, 25 березня 1962) — данська вершниця, олімпійська медалістка.

## Виступи на Олімпіадах
| Олімпіада      | Дисципліна        | Місце |
| -------------- | ----------------- | ----- |
| Сеул 1988      | виїздка, особисті | 42    |
| Сеул 1988      | виїздка, командні | 9     |
| Барселона 1992 | виїздка, особисті | 10    |
| Барселона 1992 | виїздка, командні | 5     |
| Сідней 2000    | виїздка, особисті | 29    |
| Сідней 2000    | виїздка, командні | 4     |
| Пекін 2008     | виїздка, особисті | 21    |
| Пекін 2008     | виїздка, командні | 3     |